# Point d'Ar Pitetta
Point d'Ar Pitetta är en bergstopp i Schweiz.   Den ligger i distriktet Sierre och kantonen Valais, i den södra delen av landet, 90 km söder om huvudstaden Bern. Toppen på Point d'Ar Pitetta är 3 133 meter över havet, eller 253 meter över den omgivande terrängen. Bredden vid basen är 0,74 km.
Terrängen runt Point d'Ar Pitetta är mycket bergig. Närmaste större samhälle är Zermatt, 11,8 km sydost om Point d'Ar Pitetta. 
Trakten runt Point d'Ar Pitetta består i huvudsak av gräsmarker. Runt Point d'Ar Pitetta är det ganska glesbefolkat, med 27 invånare per kvadratkilometer.